# Aermacchi M-290 RediGO
Die Aermacchi M-290 TP RediGO ist ein zweisitziges Schulflugzeug. Es wird von einer Propellerturbine angetrieben und dient der Anfängerschulung. Es wurde ursprünglich von Valmet in Finnland als L-90 TP Redigo für die finnische Luftwaffe hergestellt. Der Prototyp, eine modifizierte L-80, flog erstmals am 12. Februar 1985. Im Jahr 1996 kaufte Aermacchi die Produktionsrechte.

## Konstruktion
Das Flugzeug ist mit einziehbarem Bugradfahrwerk als Tiefdecker mit Höhenruder in Höhe des Seitenruderansatzes ausgelegt. Schüler und Lehrer sitzen nebeneinander unter einer durchsichtigen Haube. Das Triebwerk ist im Bug untergebracht. Wie viele andere militärische Übungsflugzeuge kann es bei einer Ausrüstung mit leichter Bewaffnung für Waffentraining und leichte Unterstützungsaufgaben eingesetzt werden.

## Benutzer
EritreaEritreische Luftwaffe (8) L-90
 FinnlandFinnische Luftstreitkräfte (9) L-90
 MexikoMexikanische Marine (7) L-90

## Technische Daten

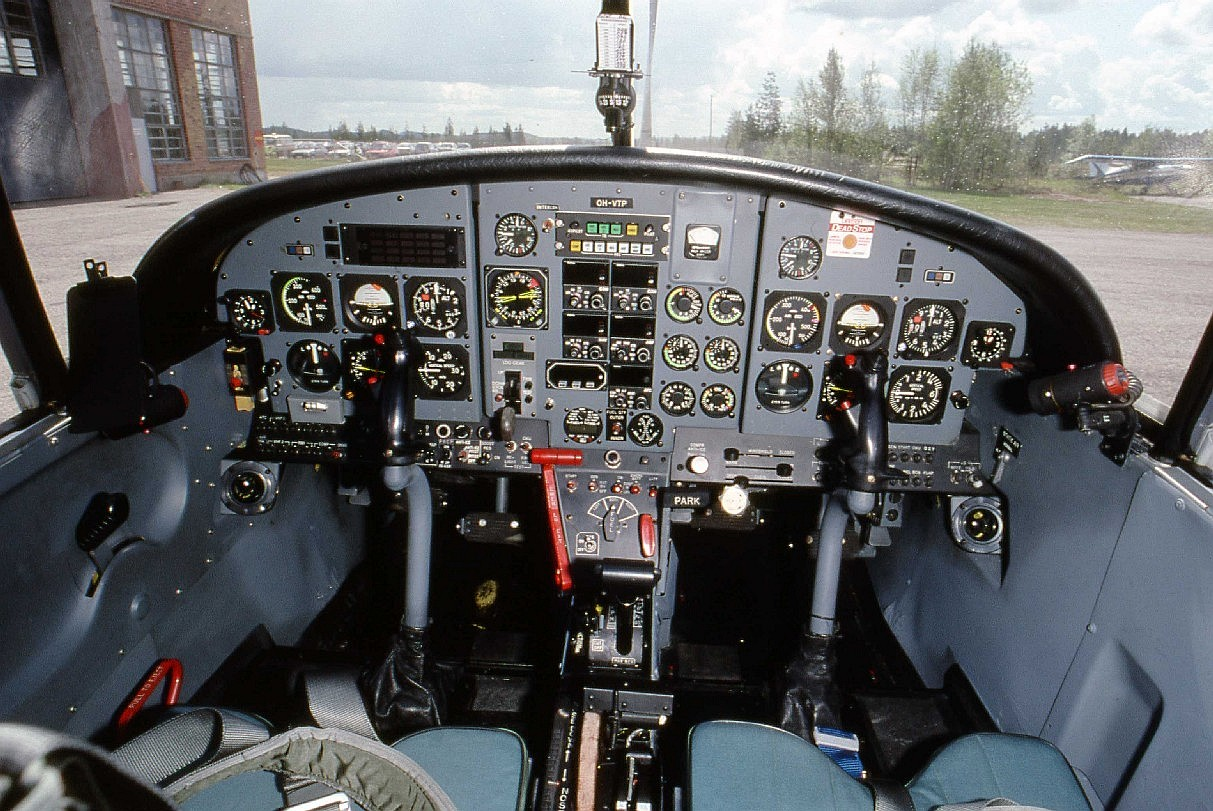
RediGo Cockpit

| Kenngröße                       | Daten                                   |
| ------------------------------- | --------------------------------------- |
| Besatzung                       | 1–3                                     |
| Länge                           | 8,53 m                                  |
| Spannweite                      | 10,60 m                                 |
| Höhe                            | 3,20 m                                  |
| Flügelfläche                    | 14,80 m²                                |
| Flügelstreckung                 | 7,6                                     |
| Leermasse                       | 1300 kg                                 |
| max. Startmasse mit Außenlasten | 1900 kg                                 |
| Reisegeschwindigkeit            | 326 km/h                                |
| Höchstgeschwindigkeit           | 352 km/h                                |
| Dienstgipfelhöhe                | 7.620 m                                 |
| Steigleistung                   | 11,6 m/s                                |
| Reichweite                      | 1400 km                                 |
| Triebwerk                       | 1 × Turboprop Allison 250-B17F          |
| Leistung                        | 336 kW (450 WPS)                        |
| Bewaffnung                      | 6 Außenlaststationen für maximal 800 kg |

## Bildergalerie

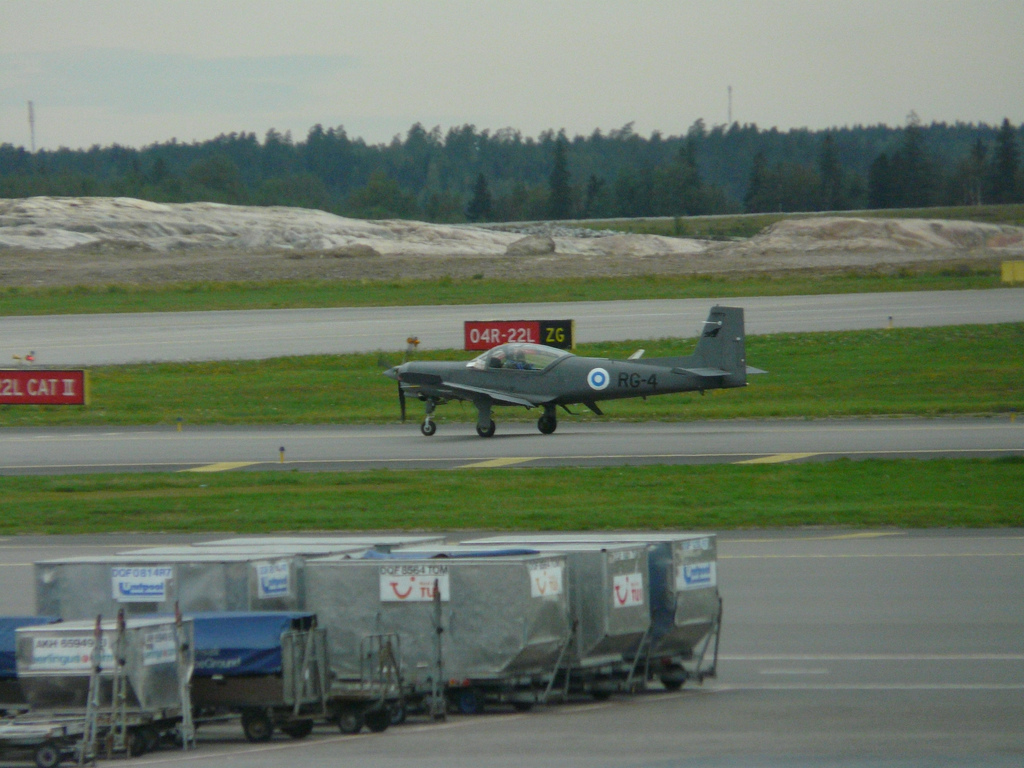
Valmet L-90 TP RediGO der Suomen ilmavoimat
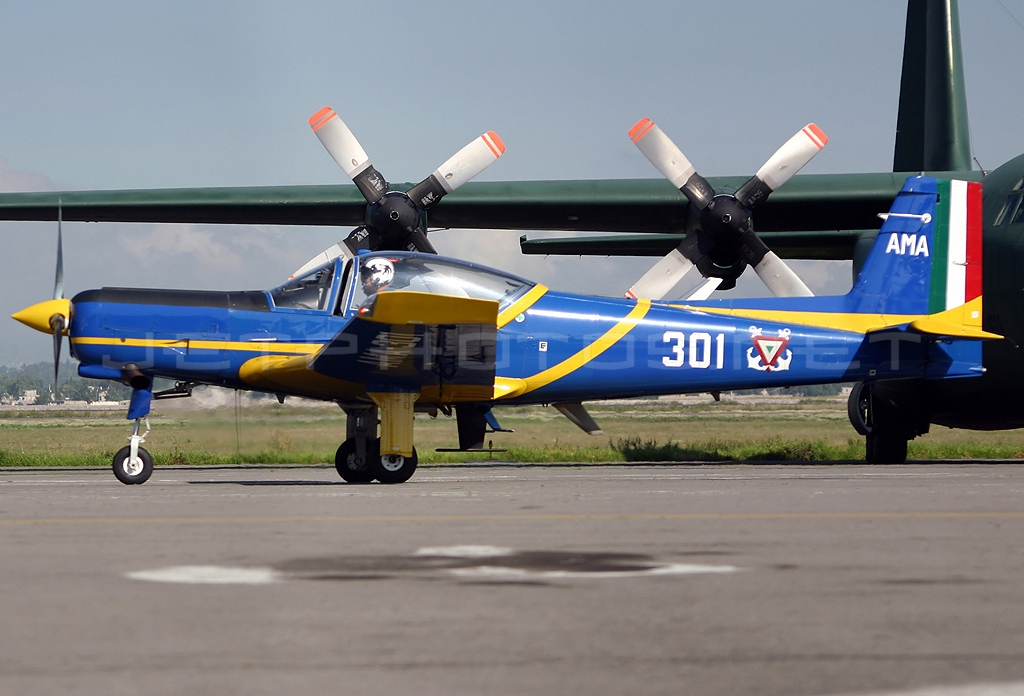
Valmet L-90 TP RediGO der Armada de México